# Richard Réti
Richard Réti (Pezinok, 28 de maig 1889 – Praga, 6 de juny 1929) fou un jugador d'escacs d'origen hongarès que va néixer en territori del que llavors era l'Imperi Austrohongarès; després de la Primera Guerra Mundial, Réti passà a ser ciutadà de Txecoslovàquia. Va ser un dels millors jugadors del món durant les dècades de 1910 i 1920.
|  |

## Orígens
El seu pare era un metge jueu hongarès. El 1890, la família vivia a Viena, on Réti es va criar, i d'on se sentia originari. Allà hi començà a estudiar matemàtica, però aviat va deixar-ho de banda per dedicar el seu temps a esdevenir jugador d'escacs professional.
| «                     | Réti estudia matemàtica sense ser matemàtic, representa Viena sense ser vienès, és hongarès de naixement però no parla hongarès, respon amb una rapidesa extraordinària, però no pas sense reflexionar, i amb això, ha esdevingut el millor jugador d'escacs del món que no té el títol de campió. És un artista de la recerca que s'ocupa més del perquè de les coses que de la seva essència. | » |
| — Savielly Tartakower | |   |

## Força de joc i títol de GM
Reconegut pel món escaquístic com un dels millors i més creatius jugadors dels 1920, tenia una acreditada força de GM, però mai no va arribar a posseir aquest títol de forma oficial, ja que la FIDE no havia donat cap títol de GM abans del 1950, i aquell any, quan la FIDE va reconèixer el títol als jugadors d'alt nivell del període 1900-1950, només ho va fer amb els encara vius, ja que es va decidir no assignar títols post-mortem.

## Contribucions a la teoria dels escacs
|   | a | b | c | d | e | f | g | h |   |
| 8 | a8 negres torre · b8 negres cavall · c8 negres alfil · d8 negres dama · e8 negres rei · f8 negres alfil · g8 negres cavall · h8 negres torre · a7 negres peó · b7 negres peó · c7 negres peó · e7 negres peó · f7 negres peó · g7 negres peó · h7 negres peó · d5 negres peó · c4 blanques peó · f3 blanques cavall · a2 blanques peó · b2 blanques peó · d2 blanques peó · e2 blanques peó · f2 blanques peó · g2 blanques peó · h2 blanques peó · a1 blanques torre · b1 blanques cavall · c1 blanques alfil · d1 blanques dama · e1 blanques rei · f1 blanques alfil · h1 blanques torre | a8 negres torre · b8 negres cavall · c8 negres alfil · d8 negres dama · e8 negres rei · f8 negres alfil · g8 negres cavall · h8 negres torre · a7 negres peó · b7 negres peó · c7 negres peó · e7 negres peó · f7 negres peó · g7 negres peó · h7 negres peó · d5 negres peó · c4 blanques peó · f3 blanques cavall · a2 blanques peó · b2 blanques peó · d2 blanques peó · e2 blanques peó · f2 blanques peó · g2 blanques peó · h2 blanques peó · a1 blanques torre · b1 blanques cavall · c1 blanques alfil · d1 blanques dama · e1 blanques rei · f1 blanques alfil · h1 blanques torre | a8 negres torre · b8 negres cavall · c8 negres alfil · d8 negres dama · e8 negres rei · f8 negres alfil · g8 negres cavall · h8 negres torre · a7 negres peó · b7 negres peó · c7 negres peó · e7 negres peó · f7 negres peó · g7 negres peó · h7 negres peó · d5 negres peó · c4 blanques peó · f3 blanques cavall · a2 blanques peó · b2 blanques peó · d2 blanques peó · e2 blanques peó · f2 blanques peó · g2 blanques peó · h2 blanques peó · a1 blanques torre · b1 blanques cavall · c1 blanques alfil · d1 blanques dama · e1 blanques rei · f1 blanques alfil · h1 blanques torre | a8 negres torre · b8 negres cavall · c8 negres alfil · d8 negres dama · e8 negres rei · f8 negres alfil · g8 negres cavall · h8 negres torre · a7 negres peó · b7 negres peó · c7 negres peó · e7 negres peó · f7 negres peó · g7 negres peó · h7 negres peó · d5 negres peó · c4 blanques peó · f3 blanques cavall · a2 blanques peó · b2 blanques peó · d2 blanques peó · e2 blanques peó · f2 blanques peó · g2 blanques peó · h2 blanques peó · a1 blanques torre · b1 blanques cavall · c1 blanques alfil · d1 blanques dama · e1 blanques rei · f1 blanques alfil · h1 blanques torre | a8 negres torre · b8 negres cavall · c8 negres alfil · d8 negres dama · e8 negres rei · f8 negres alfil · g8 negres cavall · h8 negres torre · a7 negres peó · b7 negres peó · c7 negres peó · e7 negres peó · f7 negres peó · g7 negres peó · h7 negres peó · d5 negres peó · c4 blanques peó · f3 blanques cavall · a2 blanques peó · b2 blanques peó · d2 blanques peó · e2 blanques peó · f2 blanques peó · g2 blanques peó · h2 blanques peó · a1 blanques torre · b1 blanques cavall · c1 blanques alfil · d1 blanques dama · e1 blanques rei · f1 blanques alfil · h1 blanques torre | a8 negres torre · b8 negres cavall · c8 negres alfil · d8 negres dama · e8 negres rei · f8 negres alfil · g8 negres cavall · h8 negres torre · a7 negres peó · b7 negres peó · c7 negres peó · e7 negres peó · f7 negres peó · g7 negres peó · h7 negres peó · d5 negres peó · c4 blanques peó · f3 blanques cavall · a2 blanques peó · b2 blanques peó · d2 blanques peó · e2 blanques peó · f2 blanques peó · g2 blanques peó · h2 blanques peó · a1 blanques torre · b1 blanques cavall · c1 blanques alfil · d1 blanques dama · e1 blanques rei · f1 blanques alfil · h1 blanques torre | a8 negres torre · b8 negres cavall · c8 negres alfil · d8 negres dama · e8 negres rei · f8 negres alfil · g8 negres cavall · h8 negres torre · a7 negres peó · b7 negres peó · c7 negres peó · e7 negres peó · f7 negres peó · g7 negres peó · h7 negres peó · d5 negres peó · c4 blanques peó · f3 blanques cavall · a2 blanques peó · b2 blanques peó · d2 blanques peó · e2 blanques peó · f2 blanques peó · g2 blanques peó · h2 blanques peó · a1 blanques torre · b1 blanques cavall · c1 blanques alfil · d1 blanques dama · e1 blanques rei · f1 blanques alfil · h1 blanques torre | a8 negres torre · b8 negres cavall · c8 negres alfil · d8 negres dama · e8 negres rei · f8 negres alfil · g8 negres cavall · h8 negres torre · a7 negres peó · b7 negres peó · c7 negres peó · e7 negres peó · f7 negres peó · g7 negres peó · h7 negres peó · d5 negres peó · c4 blanques peó · f3 blanques cavall · a2 blanques peó · b2 blanques peó · d2 blanques peó · e2 blanques peó · f2 blanques peó · g2 blanques peó · h2 blanques peó · a1 blanques torre · b1 blanques cavall · c1 blanques alfil · d1 blanques dama · e1 blanques rei · f1 blanques alfil · h1 blanques torre | 8 |
| 7 | a8 negres torre · b8 negres cavall · c8 negres alfil · d8 negres dama · e8 negres rei · f8 negres alfil · g8 negres cavall · h8 negres torre · a7 negres peó · b7 negres peó · c7 negres peó · e7 negres peó · f7 negres peó · g7 negres peó · h7 negres peó · d5 negres peó · c4 blanques peó · f3 blanques cavall · a2 blanques peó · b2 blanques peó · d2 blanques peó · e2 blanques peó · f2 blanques peó · g2 blanques peó · h2 blanques peó · a1 blanques torre · b1 blanques cavall · c1 blanques alfil · d1 blanques dama · e1 blanques rei · f1 blanques alfil · h1 blanques torre | a8 negres torre · b8 negres cavall · c8 negres alfil · d8 negres dama · e8 negres rei · f8 negres alfil · g8 negres cavall · h8 negres torre · a7 negres peó · b7 negres peó · c7 negres peó · e7 negres peó · f7 negres peó · g7 negres peó · h7 negres peó · d5 negres peó · c4 blanques peó · f3 blanques cavall · a2 blanques peó · b2 blanques peó · d2 blanques peó · e2 blanques peó · f2 blanques peó · g2 blanques peó · h2 blanques peó · a1 blanques torre · b1 blanques cavall · c1 blanques alfil · d1 blanques dama · e1 blanques rei · f1 blanques alfil · h1 blanques torre | a8 negres torre · b8 negres cavall · c8 negres alfil · d8 negres dama · e8 negres rei · f8 negres alfil · g8 negres cavall · h8 negres torre · a7 negres peó · b7 negres peó · c7 negres peó · e7 negres peó · f7 negres peó · g7 negres peó · h7 negres peó · d5 negres peó · c4 blanques peó · f3 blanques cavall · a2 blanques peó · b2 blanques peó · d2 blanques peó · e2 blanques peó · f2 blanques peó · g2 blanques peó · h2 blanques peó · a1 blanques torre · b1 blanques cavall · c1 blanques alfil · d1 blanques dama · e1 blanques rei · f1 blanques alfil · h1 blanques torre | a8 negres torre · b8 negres cavall · c8 negres alfil · d8 negres dama · e8 negres rei · f8 negres alfil · g8 negres cavall · h8 negres torre · a7 negres peó · b7 negres peó · c7 negres peó · e7 negres peó · f7 negres peó · g7 negres peó · h7 negres peó · d5 negres peó · c4 blanques peó · f3 blanques cavall · a2 blanques peó · b2 blanques peó · d2 blanques peó · e2 blanques peó · f2 blanques peó · g2 blanques peó · h2 blanques peó · a1 blanques torre · b1 blanques cavall · c1 blanques alfil · d1 blanques dama · e1 blanques rei · f1 blanques alfil · h1 blanques torre | a8 negres torre · b8 negres cavall · c8 negres alfil · d8 negres dama · e8 negres rei · f8 negres alfil · g8 negres cavall · h8 negres torre · a7 negres peó · b7 negres peó · c7 negres peó · e7 negres peó · f7 negres peó · g7 negres peó · h7 negres peó · d5 negres peó · c4 blanques peó · f3 blanques cavall · a2 blanques peó · b2 blanques peó · d2 blanques peó · e2 blanques peó · f2 blanques peó · g2 blanques peó · h2 blanques peó · a1 blanques torre · b1 blanques cavall · c1 blanques alfil · d1 blanques dama · e1 blanques rei · f1 blanques alfil · h1 blanques torre | a8 negres torre · b8 negres cavall · c8 negres alfil · d8 negres dama · e8 negres rei · f8 negres alfil · g8 negres cavall · h8 negres torre · a7 negres peó · b7 negres peó · c7 negres peó · e7 negres peó · f7 negres peó · g7 negres peó · h7 negres peó · d5 negres peó · c4 blanques peó · f3 blanques cavall · a2 blanques peó · b2 blanques peó · d2 blanques peó · e2 blanques peó · f2 blanques peó · g2 blanques peó · h2 blanques peó · a1 blanques torre · b1 blanques cavall · c1 blanques alfil · d1 blanques dama · e1 blanques rei · f1 blanques alfil · h1 blanques torre | a8 negres torre · b8 negres cavall · c8 negres alfil · d8 negres dama · e8 negres rei · f8 negres alfil · g8 negres cavall · h8 negres torre · a7 negres peó · b7 negres peó · c7 negres peó · e7 negres peó · f7 negres peó · g7 negres peó · h7 negres peó · d5 negres peó · c4 blanques peó · f3 blanques cavall · a2 blanques peó · b2 blanques peó · d2 blanques peó · e2 blanques peó · f2 blanques peó · g2 blanques peó · h2 blanques peó · a1 blanques torre · b1 blanques cavall · c1 blanques alfil · d1 blanques dama · e1 blanques rei · f1 blanques alfil · h1 blanques torre | a8 negres torre · b8 negres cavall · c8 negres alfil · d8 negres dama · e8 negres rei · f8 negres alfil · g8 negres cavall · h8 negres torre · a7 negres peó · b7 negres peó · c7 negres peó · e7 negres peó · f7 negres peó · g7 negres peó · h7 negres peó · d5 negres peó · c4 blanques peó · f3 blanques cavall · a2 blanques peó · b2 blanques peó · d2 blanques peó · e2 blanques peó · f2 blanques peó · g2 blanques peó · h2 blanques peó · a1 blanques torre · b1 blanques cavall · c1 blanques alfil · d1 blanques dama · e1 blanques rei · f1 blanques alfil · h1 blanques torre | 7 |
| 6 | a8 negres torre · b8 negres cavall · c8 negres alfil · d8 negres dama · e8 negres rei · f8 negres alfil · g8 negres cavall · h8 negres torre · a7 negres peó · b7 negres peó · c7 negres peó · e7 negres peó · f7 negres peó · g7 negres peó · h7 negres peó · d5 negres peó · c4 blanques peó · f3 blanques cavall · a2 blanques peó · b2 blanques peó · d2 blanques peó · e2 blanques peó · f2 blanques peó · g2 blanques peó · h2 blanques peó · a1 blanques torre · b1 blanques cavall · c1 blanques alfil · d1 blanques dama · e1 blanques rei · f1 blanques alfil · h1 blanques torre | a8 negres torre · b8 negres cavall · c8 negres alfil · d8 negres dama · e8 negres rei · f8 negres alfil · g8 negres cavall · h8 negres torre · a7 negres peó · b7 negres peó · c7 negres peó · e7 negres peó · f7 negres peó · g7 negres peó · h7 negres peó · d5 negres peó · c4 blanques peó · f3 blanques cavall · a2 blanques peó · b2 blanques peó · d2 blanques peó · e2 blanques peó · f2 blanques peó · g2 blanques peó · h2 blanques peó · a1 blanques torre · b1 blanques cavall · c1 blanques alfil · d1 blanques dama · e1 blanques rei · f1 blanques alfil · h1 blanques torre | a8 negres torre · b8 negres cavall · c8 negres alfil · d8 negres dama · e8 negres rei · f8 negres alfil · g8 negres cavall · h8 negres torre · a7 negres peó · b7 negres peó · c7 negres peó · e7 negres peó · f7 negres peó · g7 negres peó · h7 negres peó · d5 negres peó · c4 blanques peó · f3 blanques cavall · a2 blanques peó · b2 blanques peó · d2 blanques peó · e2 blanques peó · f2 blanques peó · g2 blanques peó · h2 blanques peó · a1 blanques torre · b1 blanques cavall · c1 blanques alfil · d1 blanques dama · e1 blanques rei · f1 blanques alfil · h1 blanques torre | a8 negres torre · b8 negres cavall · c8 negres alfil · d8 negres dama · e8 negres rei · f8 negres alfil · g8 negres cavall · h8 negres torre · a7 negres peó · b7 negres peó · c7 negres peó · e7 negres peó · f7 negres peó · g7 negres peó · h7 negres peó · d5 negres peó · c4 blanques peó · f3 blanques cavall · a2 blanques peó · b2 blanques peó · d2 blanques peó · e2 blanques peó · f2 blanques peó · g2 blanques peó · h2 blanques peó · a1 blanques torre · b1 blanques cavall · c1 blanques alfil · d1 blanques dama · e1 blanques rei · f1 blanques alfil · h1 blanques torre | a8 negres torre · b8 negres cavall · c8 negres alfil · d8 negres dama · e8 negres rei · f8 negres alfil · g8 negres cavall · h8 negres torre · a7 negres peó · b7 negres peó · c7 negres peó · e7 negres peó · f7 negres peó · g7 negres peó · h7 negres peó · d5 negres peó · c4 blanques peó · f3 blanques cavall · a2 blanques peó · b2 blanques peó · d2 blanques peó · e2 blanques peó · f2 blanques peó · g2 blanques peó · h2 blanques peó · a1 blanques torre · b1 blanques cavall · c1 blanques alfil · d1 blanques dama · e1 blanques rei · f1 blanques alfil · h1 blanques torre | a8 negres torre · b8 negres cavall · c8 negres alfil · d8 negres dama · e8 negres rei · f8 negres alfil · g8 negres cavall · h8 negres torre · a7 negres peó · b7 negres peó · c7 negres peó · e7 negres peó · f7 negres peó · g7 negres peó · h7 negres peó · d5 negres peó · c4 blanques peó · f3 blanques cavall · a2 blanques peó · b2 blanques peó · d2 blanques peó · e2 blanques peó · f2 blanques peó · g2 blanques peó · h2 blanques peó · a1 blanques torre · b1 blanques cavall · c1 blanques alfil · d1 blanques dama · e1 blanques rei · f1 blanques alfil · h1 blanques torre | a8 negres torre · b8 negres cavall · c8 negres alfil · d8 negres dama · e8 negres rei · f8 negres alfil · g8 negres cavall · h8 negres torre · a7 negres peó · b7 negres peó · c7 negres peó · e7 negres peó · f7 negres peó · g7 negres peó · h7 negres peó · d5 negres peó · c4 blanques peó · f3 blanques cavall · a2 blanques peó · b2 blanques peó · d2 blanques peó · e2 blanques peó · f2 blanques peó · g2 blanques peó · h2 blanques peó · a1 blanques torre · b1 blanques cavall · c1 blanques alfil · d1 blanques dama · e1 blanques rei · f1 blanques alfil · h1 blanques torre | a8 negres torre · b8 negres cavall · c8 negres alfil · d8 negres dama · e8 negres rei · f8 negres alfil · g8 negres cavall · h8 negres torre · a7 negres peó · b7 negres peó · c7 negres peó · e7 negres peó · f7 negres peó · g7 negres peó · h7 negres peó · d5 negres peó · c4 blanques peó · f3 blanques cavall · a2 blanques peó · b2 blanques peó · d2 blanques peó · e2 blanques peó · f2 blanques peó · g2 blanques peó · h2 blanques peó · a1 blanques torre · b1 blanques cavall · c1 blanques alfil · d1 blanques dama · e1 blanques rei · f1 blanques alfil · h1 blanques torre | 6 |
| 5 | a8 negres torre · b8 negres cavall · c8 negres alfil · d8 negres dama · e8 negres rei · f8 negres alfil · g8 negres cavall · h8 negres torre · a7 negres peó · b7 negres peó · c7 negres peó · e7 negres peó · f7 negres peó · g7 negres peó · h7 negres peó · d5 negres peó · c4 blanques peó · f3 blanques cavall · a2 blanques peó · b2 blanques peó · d2 blanques peó · e2 blanques peó · f2 blanques peó · g2 blanques peó · h2 blanques peó · a1 blanques torre · b1 blanques cavall · c1 blanques alfil · d1 blanques dama · e1 blanques rei · f1 blanques alfil · h1 blanques torre | a8 negres torre · b8 negres cavall · c8 negres alfil · d8 negres dama · e8 negres rei · f8 negres alfil · g8 negres cavall · h8 negres torre · a7 negres peó · b7 negres peó · c7 negres peó · e7 negres peó · f7 negres peó · g7 negres peó · h7 negres peó · d5 negres peó · c4 blanques peó · f3 blanques cavall · a2 blanques peó · b2 blanques peó · d2 blanques peó · e2 blanques peó · f2 blanques peó · g2 blanques peó · h2 blanques peó · a1 blanques torre · b1 blanques cavall · c1 blanques alfil · d1 blanques dama · e1 blanques rei · f1 blanques alfil · h1 blanques torre | a8 negres torre · b8 negres cavall · c8 negres alfil · d8 negres dama · e8 negres rei · f8 negres alfil · g8 negres cavall · h8 negres torre · a7 negres peó · b7 negres peó · c7 negres peó · e7 negres peó · f7 negres peó · g7 negres peó · h7 negres peó · d5 negres peó · c4 blanques peó · f3 blanques cavall · a2 blanques peó · b2 blanques peó · d2 blanques peó · e2 blanques peó · f2 blanques peó · g2 blanques peó · h2 blanques peó · a1 blanques torre · b1 blanques cavall · c1 blanques alfil · d1 blanques dama · e1 blanques rei · f1 blanques alfil · h1 blanques torre | a8 negres torre · b8 negres cavall · c8 negres alfil · d8 negres dama · e8 negres rei · f8 negres alfil · g8 negres cavall · h8 negres torre · a7 negres peó · b7 negres peó · c7 negres peó · e7 negres peó · f7 negres peó · g7 negres peó · h7 negres peó · d5 negres peó · c4 blanques peó · f3 blanques cavall · a2 blanques peó · b2 blanques peó · d2 blanques peó · e2 blanques peó · f2 blanques peó · g2 blanques peó · h2 blanques peó · a1 blanques torre · b1 blanques cavall · c1 blanques alfil · d1 blanques dama · e1 blanques rei · f1 blanques alfil · h1 blanques torre | a8 negres torre · b8 negres cavall · c8 negres alfil · d8 negres dama · e8 negres rei · f8 negres alfil · g8 negres cavall · h8 negres torre · a7 negres peó · b7 negres peó · c7 negres peó · e7 negres peó · f7 negres peó · g7 negres peó · h7 negres peó · d5 negres peó · c4 blanques peó · f3 blanques cavall · a2 blanques peó · b2 blanques peó · d2 blanques peó · e2 blanques peó · f2 blanques peó · g2 blanques peó · h2 blanques peó · a1 blanques torre · b1 blanques cavall · c1 blanques alfil · d1 blanques dama · e1 blanques rei · f1 blanques alfil · h1 blanques torre | a8 negres torre · b8 negres cavall · c8 negres alfil · d8 negres dama · e8 negres rei · f8 negres alfil · g8 negres cavall · h8 negres torre · a7 negres peó · b7 negres peó · c7 negres peó · e7 negres peó · f7 negres peó · g7 negres peó · h7 negres peó · d5 negres peó · c4 blanques peó · f3 blanques cavall · a2 blanques peó · b2 blanques peó · d2 blanques peó · e2 blanques peó · f2 blanques peó · g2 blanques peó · h2 blanques peó · a1 blanques torre · b1 blanques cavall · c1 blanques alfil · d1 blanques dama · e1 blanques rei · f1 blanques alfil · h1 blanques torre | a8 negres torre · b8 negres cavall · c8 negres alfil · d8 negres dama · e8 negres rei · f8 negres alfil · g8 negres cavall · h8 negres torre · a7 negres peó · b7 negres peó · c7 negres peó · e7 negres peó · f7 negres peó · g7 negres peó · h7 negres peó · d5 negres peó · c4 blanques peó · f3 blanques cavall · a2 blanques peó · b2 blanques peó · d2 blanques peó · e2 blanques peó · f2 blanques peó · g2 blanques peó · h2 blanques peó · a1 blanques torre · b1 blanques cavall · c1 blanques alfil · d1 blanques dama · e1 blanques rei · f1 blanques alfil · h1 blanques torre | a8 negres torre · b8 negres cavall · c8 negres alfil · d8 negres dama · e8 negres rei · f8 negres alfil · g8 negres cavall · h8 negres torre · a7 negres peó · b7 negres peó · c7 negres peó · e7 negres peó · f7 negres peó · g7 negres peó · h7 negres peó · d5 negres peó · c4 blanques peó · f3 blanques cavall · a2 blanques peó · b2 blanques peó · d2 blanques peó · e2 blanques peó · f2 blanques peó · g2 blanques peó · h2 blanques peó · a1 blanques torre · b1 blanques cavall · c1 blanques alfil · d1 blanques dama · e1 blanques rei · f1 blanques alfil · h1 blanques torre | 5 |
| 4 | a8 negres torre · b8 negres cavall · c8 negres alfil · d8 negres dama · e8 negres rei · f8 negres alfil · g8 negres cavall · h8 negres torre · a7 negres peó · b7 negres peó · c7 negres peó · e7 negres peó · f7 negres peó · g7 negres peó · h7 negres peó · d5 negres peó · c4 blanques peó · f3 blanques cavall · a2 blanques peó · b2 blanques peó · d2 blanques peó · e2 blanques peó · f2 blanques peó · g2 blanques peó · h2 blanques peó · a1 blanques torre · b1 blanques cavall · c1 blanques alfil · d1 blanques dama · e1 blanques rei · f1 blanques alfil · h1 blanques torre | a8 negres torre · b8 negres cavall · c8 negres alfil · d8 negres dama · e8 negres rei · f8 negres alfil · g8 negres cavall · h8 negres torre · a7 negres peó · b7 negres peó · c7 negres peó · e7 negres peó · f7 negres peó · g7 negres peó · h7 negres peó · d5 negres peó · c4 blanques peó · f3 blanques cavall · a2 blanques peó · b2 blanques peó · d2 blanques peó · e2 blanques peó · f2 blanques peó · g2 blanques peó · h2 blanques peó · a1 blanques torre · b1 blanques cavall · c1 blanques alfil · d1 blanques dama · e1 blanques rei · f1 blanques alfil · h1 blanques torre | a8 negres torre · b8 negres cavall · c8 negres alfil · d8 negres dama · e8 negres rei · f8 negres alfil · g8 negres cavall · h8 negres torre · a7 negres peó · b7 negres peó · c7 negres peó · e7 negres peó · f7 negres peó · g7 negres peó · h7 negres peó · d5 negres peó · c4 blanques peó · f3 blanques cavall · a2 blanques peó · b2 blanques peó · d2 blanques peó · e2 blanques peó · f2 blanques peó · g2 blanques peó · h2 blanques peó · a1 blanques torre · b1 blanques cavall · c1 blanques alfil · d1 blanques dama · e1 blanques rei · f1 blanques alfil · h1 blanques torre | a8 negres torre · b8 negres cavall · c8 negres alfil · d8 negres dama · e8 negres rei · f8 negres alfil · g8 negres cavall · h8 negres torre · a7 negres peó · b7 negres peó · c7 negres peó · e7 negres peó · f7 negres peó · g7 negres peó · h7 negres peó · d5 negres peó · c4 blanques peó · f3 blanques cavall · a2 blanques peó · b2 blanques peó · d2 blanques peó · e2 blanques peó · f2 blanques peó · g2 blanques peó · h2 blanques peó · a1 blanques torre · b1 blanques cavall · c1 blanques alfil · d1 blanques dama · e1 blanques rei · f1 blanques alfil · h1 blanques torre | a8 negres torre · b8 negres cavall · c8 negres alfil · d8 negres dama · e8 negres rei · f8 negres alfil · g8 negres cavall · h8 negres torre · a7 negres peó · b7 negres peó · c7 negres peó · e7 negres peó · f7 negres peó · g7 negres peó · h7 negres peó · d5 negres peó · c4 blanques peó · f3 blanques cavall · a2 blanques peó · b2 blanques peó · d2 blanques peó · e2 blanques peó · f2 blanques peó · g2 blanques peó · h2 blanques peó · a1 blanques torre · b1 blanques cavall · c1 blanques alfil · d1 blanques dama · e1 blanques rei · f1 blanques alfil · h1 blanques torre | a8 negres torre · b8 negres cavall · c8 negres alfil · d8 negres dama · e8 negres rei · f8 negres alfil · g8 negres cavall · h8 negres torre · a7 negres peó · b7 negres peó · c7 negres peó · e7 negres peó · f7 negres peó · g7 negres peó · h7 negres peó · d5 negres peó · c4 blanques peó · f3 blanques cavall · a2 blanques peó · b2 blanques peó · d2 blanques peó · e2 blanques peó · f2 blanques peó · g2 blanques peó · h2 blanques peó · a1 blanques torre · b1 blanques cavall · c1 blanques alfil · d1 blanques dama · e1 blanques rei · f1 blanques alfil · h1 blanques torre | a8 negres torre · b8 negres cavall · c8 negres alfil · d8 negres dama · e8 negres rei · f8 negres alfil · g8 negres cavall · h8 negres torre · a7 negres peó · b7 negres peó · c7 negres peó · e7 negres peó · f7 negres peó · g7 negres peó · h7 negres peó · d5 negres peó · c4 blanques peó · f3 blanques cavall · a2 blanques peó · b2 blanques peó · d2 blanques peó · e2 blanques peó · f2 blanques peó · g2 blanques peó · h2 blanques peó · a1 blanques torre · b1 blanques cavall · c1 blanques alfil · d1 blanques dama · e1 blanques rei · f1 blanques alfil · h1 blanques torre | a8 negres torre · b8 negres cavall · c8 negres alfil · d8 negres dama · e8 negres rei · f8 negres alfil · g8 negres cavall · h8 negres torre · a7 negres peó · b7 negres peó · c7 negres peó · e7 negres peó · f7 negres peó · g7 negres peó · h7 negres peó · d5 negres peó · c4 blanques peó · f3 blanques cavall · a2 blanques peó · b2 blanques peó · d2 blanques peó · e2 blanques peó · f2 blanques peó · g2 blanques peó · h2 blanques peó · a1 blanques torre · b1 blanques cavall · c1 blanques alfil · d1 blanques dama · e1 blanques rei · f1 blanques alfil · h1 blanques torre | 4 |
| 3 | a8 negres torre · b8 negres cavall · c8 negres alfil · d8 negres dama · e8 negres rei · f8 negres alfil · g8 negres cavall · h8 negres torre · a7 negres peó · b7 negres peó · c7 negres peó · e7 negres peó · f7 negres peó · g7 negres peó · h7 negres peó · d5 negres peó · c4 blanques peó · f3 blanques cavall · a2 blanques peó · b2 blanques peó · d2 blanques peó · e2 blanques peó · f2 blanques peó · g2 blanques peó · h2 blanques peó · a1 blanques torre · b1 blanques cavall · c1 blanques alfil · d1 blanques dama · e1 blanques rei · f1 blanques alfil · h1 blanques torre | a8 negres torre · b8 negres cavall · c8 negres alfil · d8 negres dama · e8 negres rei · f8 negres alfil · g8 negres cavall · h8 negres torre · a7 negres peó · b7 negres peó · c7 negres peó · e7 negres peó · f7 negres peó · g7 negres peó · h7 negres peó · d5 negres peó · c4 blanques peó · f3 blanques cavall · a2 blanques peó · b2 blanques peó · d2 blanques peó · e2 blanques peó · f2 blanques peó · g2 blanques peó · h2 blanques peó · a1 blanques torre · b1 blanques cavall · c1 blanques alfil · d1 blanques dama · e1 blanques rei · f1 blanques alfil · h1 blanques torre | a8 negres torre · b8 negres cavall · c8 negres alfil · d8 negres dama · e8 negres rei · f8 negres alfil · g8 negres cavall · h8 negres torre · a7 negres peó · b7 negres peó · c7 negres peó · e7 negres peó · f7 negres peó · g7 negres peó · h7 negres peó · d5 negres peó · c4 blanques peó · f3 blanques cavall · a2 blanques peó · b2 blanques peó · d2 blanques peó · e2 blanques peó · f2 blanques peó · g2 blanques peó · h2 blanques peó · a1 blanques torre · b1 blanques cavall · c1 blanques alfil · d1 blanques dama · e1 blanques rei · f1 blanques alfil · h1 blanques torre | a8 negres torre · b8 negres cavall · c8 negres alfil · d8 negres dama · e8 negres rei · f8 negres alfil · g8 negres cavall · h8 negres torre · a7 negres peó · b7 negres peó · c7 negres peó · e7 negres peó · f7 negres peó · g7 negres peó · h7 negres peó · d5 negres peó · c4 blanques peó · f3 blanques cavall · a2 blanques peó · b2 blanques peó · d2 blanques peó · e2 blanques peó · f2 blanques peó · g2 blanques peó · h2 blanques peó · a1 blanques torre · b1 blanques cavall · c1 blanques alfil · d1 blanques dama · e1 blanques rei · f1 blanques alfil · h1 blanques torre | a8 negres torre · b8 negres cavall · c8 negres alfil · d8 negres dama · e8 negres rei · f8 negres alfil · g8 negres cavall · h8 negres torre · a7 negres peó · b7 negres peó · c7 negres peó · e7 negres peó · f7 negres peó · g7 negres peó · h7 negres peó · d5 negres peó · c4 blanques peó · f3 blanques cavall · a2 blanques peó · b2 blanques peó · d2 blanques peó · e2 blanques peó · f2 blanques peó · g2 blanques peó · h2 blanques peó · a1 blanques torre · b1 blanques cavall · c1 blanques alfil · d1 blanques dama · e1 blanques rei · f1 blanques alfil · h1 blanques torre | a8 negres torre · b8 negres cavall · c8 negres alfil · d8 negres dama · e8 negres rei · f8 negres alfil · g8 negres cavall · h8 negres torre · a7 negres peó · b7 negres peó · c7 negres peó · e7 negres peó · f7 negres peó · g7 negres peó · h7 negres peó · d5 negres peó · c4 blanques peó · f3 blanques cavall · a2 blanques peó · b2 blanques peó · d2 blanques peó · e2 blanques peó · f2 blanques peó · g2 blanques peó · h2 blanques peó · a1 blanques torre · b1 blanques cavall · c1 blanques alfil · d1 blanques dama · e1 blanques rei · f1 blanques alfil · h1 blanques torre | a8 negres torre · b8 negres cavall · c8 negres alfil · d8 negres dama · e8 negres rei · f8 negres alfil · g8 negres cavall · h8 negres torre · a7 negres peó · b7 negres peó · c7 negres peó · e7 negres peó · f7 negres peó · g7 negres peó · h7 negres peó · d5 negres peó · c4 blanques peó · f3 blanques cavall · a2 blanques peó · b2 blanques peó · d2 blanques peó · e2 blanques peó · f2 blanques peó · g2 blanques peó · h2 blanques peó · a1 blanques torre · b1 blanques cavall · c1 blanques alfil · d1 blanques dama · e1 blanques rei · f1 blanques alfil · h1 blanques torre | a8 negres torre · b8 negres cavall · c8 negres alfil · d8 negres dama · e8 negres rei · f8 negres alfil · g8 negres cavall · h8 negres torre · a7 negres peó · b7 negres peó · c7 negres peó · e7 negres peó · f7 negres peó · g7 negres peó · h7 negres peó · d5 negres peó · c4 blanques peó · f3 blanques cavall · a2 blanques peó · b2 blanques peó · d2 blanques peó · e2 blanques peó · f2 blanques peó · g2 blanques peó · h2 blanques peó · a1 blanques torre · b1 blanques cavall · c1 blanques alfil · d1 blanques dama · e1 blanques rei · f1 blanques alfil · h1 blanques torre | 3 |
| 2 | a8 negres torre · b8 negres cavall · c8 negres alfil · d8 negres dama · e8 negres rei · f8 negres alfil · g8 negres cavall · h8 negres torre · a7 negres peó · b7 negres peó · c7 negres peó · e7 negres peó · f7 negres peó · g7 negres peó · h7 negres peó · d5 negres peó · c4 blanques peó · f3 blanques cavall · a2 blanques peó · b2 blanques peó · d2 blanques peó · e2 blanques peó · f2 blanques peó · g2 blanques peó · h2 blanques peó · a1 blanques torre · b1 blanques cavall · c1 blanques alfil · d1 blanques dama · e1 blanques rei · f1 blanques alfil · h1 blanques torre | a8 negres torre · b8 negres cavall · c8 negres alfil · d8 negres dama · e8 negres rei · f8 negres alfil · g8 negres cavall · h8 negres torre · a7 negres peó · b7 negres peó · c7 negres peó · e7 negres peó · f7 negres peó · g7 negres peó · h7 negres peó · d5 negres peó · c4 blanques peó · f3 blanques cavall · a2 blanques peó · b2 blanques peó · d2 blanques peó · e2 blanques peó · f2 blanques peó · g2 blanques peó · h2 blanques peó · a1 blanques torre · b1 blanques cavall · c1 blanques alfil · d1 blanques dama · e1 blanques rei · f1 blanques alfil · h1 blanques torre | a8 negres torre · b8 negres cavall · c8 negres alfil · d8 negres dama · e8 negres rei · f8 negres alfil · g8 negres cavall · h8 negres torre · a7 negres peó · b7 negres peó · c7 negres peó · e7 negres peó · f7 negres peó · g7 negres peó · h7 negres peó · d5 negres peó · c4 blanques peó · f3 blanques cavall · a2 blanques peó · b2 blanques peó · d2 blanques peó · e2 blanques peó · f2 blanques peó · g2 blanques peó · h2 blanques peó · a1 blanques torre · b1 blanques cavall · c1 blanques alfil · d1 blanques dama · e1 blanques rei · f1 blanques alfil · h1 blanques torre | a8 negres torre · b8 negres cavall · c8 negres alfil · d8 negres dama · e8 negres rei · f8 negres alfil · g8 negres cavall · h8 negres torre · a7 negres peó · b7 negres peó · c7 negres peó · e7 negres peó · f7 negres peó · g7 negres peó · h7 negres peó · d5 negres peó · c4 blanques peó · f3 blanques cavall · a2 blanques peó · b2 blanques peó · d2 blanques peó · e2 blanques peó · f2 blanques peó · g2 blanques peó · h2 blanques peó · a1 blanques torre · b1 blanques cavall · c1 blanques alfil · d1 blanques dama · e1 blanques rei · f1 blanques alfil · h1 blanques torre | a8 negres torre · b8 negres cavall · c8 negres alfil · d8 negres dama · e8 negres rei · f8 negres alfil · g8 negres cavall · h8 negres torre · a7 negres peó · b7 negres peó · c7 negres peó · e7 negres peó · f7 negres peó · g7 negres peó · h7 negres peó · d5 negres peó · c4 blanques peó · f3 blanques cavall · a2 blanques peó · b2 blanques peó · d2 blanques peó · e2 blanques peó · f2 blanques peó · g2 blanques peó · h2 blanques peó · a1 blanques torre · b1 blanques cavall · c1 blanques alfil · d1 blanques dama · e1 blanques rei · f1 blanques alfil · h1 blanques torre | a8 negres torre · b8 negres cavall · c8 negres alfil · d8 negres dama · e8 negres rei · f8 negres alfil · g8 negres cavall · h8 negres torre · a7 negres peó · b7 negres peó · c7 negres peó · e7 negres peó · f7 negres peó · g7 negres peó · h7 negres peó · d5 negres peó · c4 blanques peó · f3 blanques cavall · a2 blanques peó · b2 blanques peó · d2 blanques peó · e2 blanques peó · f2 blanques peó · g2 blanques peó · h2 blanques peó · a1 blanques torre · b1 blanques cavall · c1 blanques alfil · d1 blanques dama · e1 blanques rei · f1 blanques alfil · h1 blanques torre | a8 negres torre · b8 negres cavall · c8 negres alfil · d8 negres dama · e8 negres rei · f8 negres alfil · g8 negres cavall · h8 negres torre · a7 negres peó · b7 negres peó · c7 negres peó · e7 negres peó · f7 negres peó · g7 negres peó · h7 negres peó · d5 negres peó · c4 blanques peó · f3 blanques cavall · a2 blanques peó · b2 blanques peó · d2 blanques peó · e2 blanques peó · f2 blanques peó · g2 blanques peó · h2 blanques peó · a1 blanques torre · b1 blanques cavall · c1 blanques alfil · d1 blanques dama · e1 blanques rei · f1 blanques alfil · h1 blanques torre | a8 negres torre · b8 negres cavall · c8 negres alfil · d8 negres dama · e8 negres rei · f8 negres alfil · g8 negres cavall · h8 negres torre · a7 negres peó · b7 negres peó · c7 negres peó · e7 negres peó · f7 negres peó · g7 negres peó · h7 negres peó · d5 negres peó · c4 blanques peó · f3 blanques cavall · a2 blanques peó · b2 blanques peó · d2 blanques peó · e2 blanques peó · f2 blanques peó · g2 blanques peó · h2 blanques peó · a1 blanques torre · b1 blanques cavall · c1 blanques alfil · d1 blanques dama · e1 blanques rei · f1 blanques alfil · h1 blanques torre | 2 |
| 1 | a8 negres torre · b8 negres cavall · c8 negres alfil · d8 negres dama · e8 negres rei · f8 negres alfil · g8 negres cavall · h8 negres torre · a7 negres peó · b7 negres peó · c7 negres peó · e7 negres peó · f7 negres peó · g7 negres peó · h7 negres peó · d5 negres peó · c4 blanques peó · f3 blanques cavall · a2 blanques peó · b2 blanques peó · d2 blanques peó · e2 blanques peó · f2 blanques peó · g2 blanques peó · h2 blanques peó · a1 blanques torre · b1 blanques cavall · c1 blanques alfil · d1 blanques dama · e1 blanques rei · f1 blanques alfil · h1 blanques torre | a8 negres torre · b8 negres cavall · c8 negres alfil · d8 negres dama · e8 negres rei · f8 negres alfil · g8 negres cavall · h8 negres torre · a7 negres peó · b7 negres peó · c7 negres peó · e7 negres peó · f7 negres peó · g7 negres peó · h7 negres peó · d5 negres peó · c4 blanques peó · f3 blanques cavall · a2 blanques peó · b2 blanques peó · d2 blanques peó · e2 blanques peó · f2 blanques peó · g2 blanques peó · h2 blanques peó · a1 blanques torre · b1 blanques cavall · c1 blanques alfil · d1 blanques dama · e1 blanques rei · f1 blanques alfil · h1 blanques torre | a8 negres torre · b8 negres cavall · c8 negres alfil · d8 negres dama · e8 negres rei · f8 negres alfil · g8 negres cavall · h8 negres torre · a7 negres peó · b7 negres peó · c7 negres peó · e7 negres peó · f7 negres peó · g7 negres peó · h7 negres peó · d5 negres peó · c4 blanques peó · f3 blanques cavall · a2 blanques peó · b2 blanques peó · d2 blanques peó · e2 blanques peó · f2 blanques peó · g2 blanques peó · h2 blanques peó · a1 blanques torre · b1 blanques cavall · c1 blanques alfil · d1 blanques dama · e1 blanques rei · f1 blanques alfil · h1 blanques torre | a8 negres torre · b8 negres cavall · c8 negres alfil · d8 negres dama · e8 negres rei · f8 negres alfil · g8 negres cavall · h8 negres torre · a7 negres peó · b7 negres peó · c7 negres peó · e7 negres peó · f7 negres peó · g7 negres peó · h7 negres peó · d5 negres peó · c4 blanques peó · f3 blanques cavall · a2 blanques peó · b2 blanques peó · d2 blanques peó · e2 blanques peó · f2 blanques peó · g2 blanques peó · h2 blanques peó · a1 blanques torre · b1 blanques cavall · c1 blanques alfil · d1 blanques dama · e1 blanques rei · f1 blanques alfil · h1 blanques torre | a8 negres torre · b8 negres cavall · c8 negres alfil · d8 negres dama · e8 negres rei · f8 negres alfil · g8 negres cavall · h8 negres torre · a7 negres peó · b7 negres peó · c7 negres peó · e7 negres peó · f7 negres peó · g7 negres peó · h7 negres peó · d5 negres peó · c4 blanques peó · f3 blanques cavall · a2 blanques peó · b2 blanques peó · d2 blanques peó · e2 blanques peó · f2 blanques peó · g2 blanques peó · h2 blanques peó · a1 blanques torre · b1 blanques cavall · c1 blanques alfil · d1 blanques dama · e1 blanques rei · f1 blanques alfil · h1 blanques torre | a8 negres torre · b8 negres cavall · c8 negres alfil · d8 negres dama · e8 negres rei · f8 negres alfil · g8 negres cavall · h8 negres torre · a7 negres peó · b7 negres peó · c7 negres peó · e7 negres peó · f7 negres peó · g7 negres peó · h7 negres peó · d5 negres peó · c4 blanques peó · f3 blanques cavall · a2 blanques peó · b2 blanques peó · d2 blanques peó · e2 blanques peó · f2 blanques peó · g2 blanques peó · h2 blanques peó · a1 blanques torre · b1 blanques cavall · c1 blanques alfil · d1 blanques dama · e1 blanques rei · f1 blanques alfil · h1 blanques torre | a8 negres torre · b8 negres cavall · c8 negres alfil · d8 negres dama · e8 negres rei · f8 negres alfil · g8 negres cavall · h8 negres torre · a7 negres peó · b7 negres peó · c7 negres peó · e7 negres peó · f7 negres peó · g7 negres peó · h7 negres peó · d5 negres peó · c4 blanques peó · f3 blanques cavall · a2 blanques peó · b2 blanques peó · d2 blanques peó · e2 blanques peó · f2 blanques peó · g2 blanques peó · h2 blanques peó · a1 blanques torre · b1 blanques cavall · c1 blanques alfil · d1 blanques dama · e1 blanques rei · f1 blanques alfil · h1 blanques torre | a8 negres torre · b8 negres cavall · c8 negres alfil · d8 negres dama · e8 negres rei · f8 negres alfil · g8 negres cavall · h8 negres torre · a7 negres peó · b7 negres peó · c7 negres peó · e7 negres peó · f7 negres peó · g7 negres peó · h7 negres peó · d5 negres peó · c4 blanques peó · f3 blanques cavall · a2 blanques peó · b2 blanques peó · d2 blanques peó · e2 blanques peó · f2 blanques peó · g2 blanques peó · h2 blanques peó · a1 blanques torre · b1 blanques cavall · c1 blanques alfil · d1 blanques dama · e1 blanques rei · f1 blanques alfil · h1 blanques torre | 1 |
|   | a | b | c | d | e | f | g | h |   |

Va començar la seva carrera com a ferotge i combinatiu jugador clàssic, essent partidari d'obertures com el gambit de rei. Tanmateix, després de la finalització de la Primera Guerra Mundial, el seu estil de joc va patir un canvi radical, i va esdevenir un dels principals defensors de l'hipermodernisme, juntament amb Aron Nimzowitsch, Savielly Tartakower i Gyula Breyer principalment. Réti criticava la manera de jugar dogmàtica dels mestres de l'escola moderna, la màxima representació de la qual era ostentada per Siegbert Tarrasch. De fet, amb la notable excepció de l'aclamat llibre de Nimzowitsch El meu sistema, és considerat el més destacat contribuent literari del moviment. La reeixida Obertura Réti (1. Cf3 d5 2. c4), amb la qual va obtenir una ressonant victòria contra el Campió del món José Raúl Capablanca al Torneig de Nova York de 1924 — la primera derrota de Capablanca en vuit anys i alhora la primera com a Campió del Món— duu el seu nom en honor d'aquest fet. Aquesta obertura il·lustra una de les principals tesis hipermodernes: no cal ocupar el centre amb peons, és millor controlar-lo a distància amb les peces, per a la qual cosa és molt útil el desenvolupament dels alfils en fianchetto.
En definitiva, la principal idea de Réti, que va revolucionar l'estratègia escaquística, fou que el centre clàssic, ocupat per peons, té més inconvenients que avantatges, i que dominar el centre des de lluny, amb l'acció de les peces, és un factor estratègic de més pes.
Réti va tenir sempre una visió artística del joc, que en certa manera recuperava l'esperit romàntic, i també va ser un notable creador d'estudis de finals.

### Escriptor d'escacs
Réti va escriure tres llibres d'escacs molt influents en el seu moment. Com a resultat de les seves converses amb Gyula Breyer, va escriure Noves idees en escacs, llibre on hi fixà els nous conceptes hipermoderns del joc.
A Els Grans Mestres del tauler hi cità els principals mestres d'escacs del passat i contemporanis, tot explicant l'evolució dels conceptes escaquístics al llarg del temps a través de les seves partides.
Va publicar també Estudis Complets, considerada per la crítica especialitzada com la millor obra d'estudis d'escacs del moment, especialment pel que fa als estudis de finals de peons. El Campió del món Emanuel Lasker considerava Réti com el millor compositor d'escacs de la seva època.

## Resultats destacats en competició

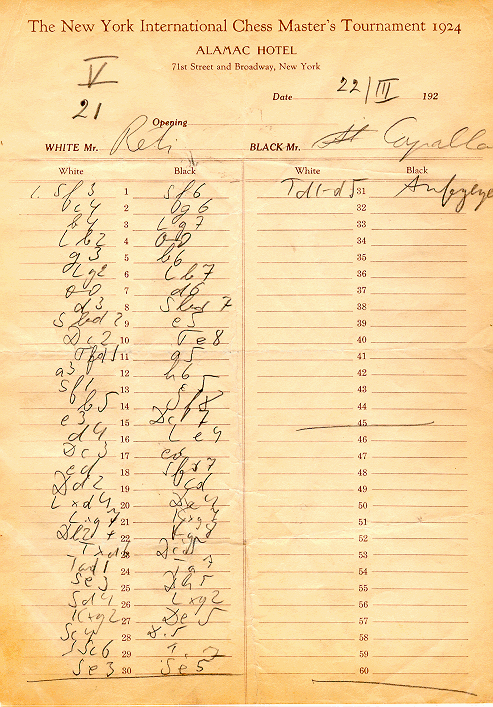
La planella de la partida entre Réti i Capablanca al torneig de Nova York 1924.

El 1909/10, va guanyar el Memorial Trebitsch a Viena. Durant la Primera Guerra Mundial, Réti va participar només en torneigs locals. Acabada la guerra, s'instal·là a Praga. El 1918 guanyà el torneig de Košice, superant Milan Vidmar i Gyula Breyer, i el torneig de Budapest. El 1919 guanyà el torneig de Rotterdam. El 1920 guanyà a Amsterdam davant Maroczy, Tartakower i Euwe; a Viena davant Breyer, Grünfeld i Tartakower; i a Göteborg on hi eren presents tots els millors jugadors d'Europa excepte Alekhin.
A la dècada dels 1920 va ser un dels principals impulsors de les tesis hipermodernes en escacs, amb espectaculars triomfs al més alt nivell, deguts en bona part a la seva nova concepció del joc. El 1922 guanyà el torneig de Teplitz-Schönau, el 1923 quedà segon rere Emanuel Lasker al torneig de Moravska Ostrava i segon al Memorial Carl Schlechter a Viena (el campió fou Tartakower).

El 1923 empatà als llocs 4t-5è amb Ernst Grünfeld al fort Torneig de Carlsbad (el campió fou Aleksandr Alekhin); en aquest torneig hi va mostrar la força de la "seva" nova obertura, però fou sobretot el super-torneig a doble volta de Nova York 1924 (on hi participaven el passat, el vigent, i el futur campions del món) el que va mostrar al món la seva força. Aplicant l'obertura Réti a la cinquena ronda va derrotar de forma espectacular el vigent campió del món José Raúl Capablanca, a la dotzena va assolir el premi de bellesa del torneig amb una altra elegant victòria contra Iefim Bogoliúbov, i a la tretzena ronda va derrotar també el proper campió mundial Aleksandr Alekhin. Tot i que finalment, en part a causa de la seva feblesa amb les peces negres el seu resultat al torneig no va ser bo (inclosa una derrota, amb la Réti contra Emanuel Lasker, les seves victòries en el torneig varen causar una profunda impressió en els ambients escaquístics de l'època. 
| «                                                         | Réti és l'únic Gran Mestre les jugades del qual sovint em resulten desconcertants | » |
| — Aleksandr Alekhin, Nova York 1924, futur campió del món |                                                                                   |   |

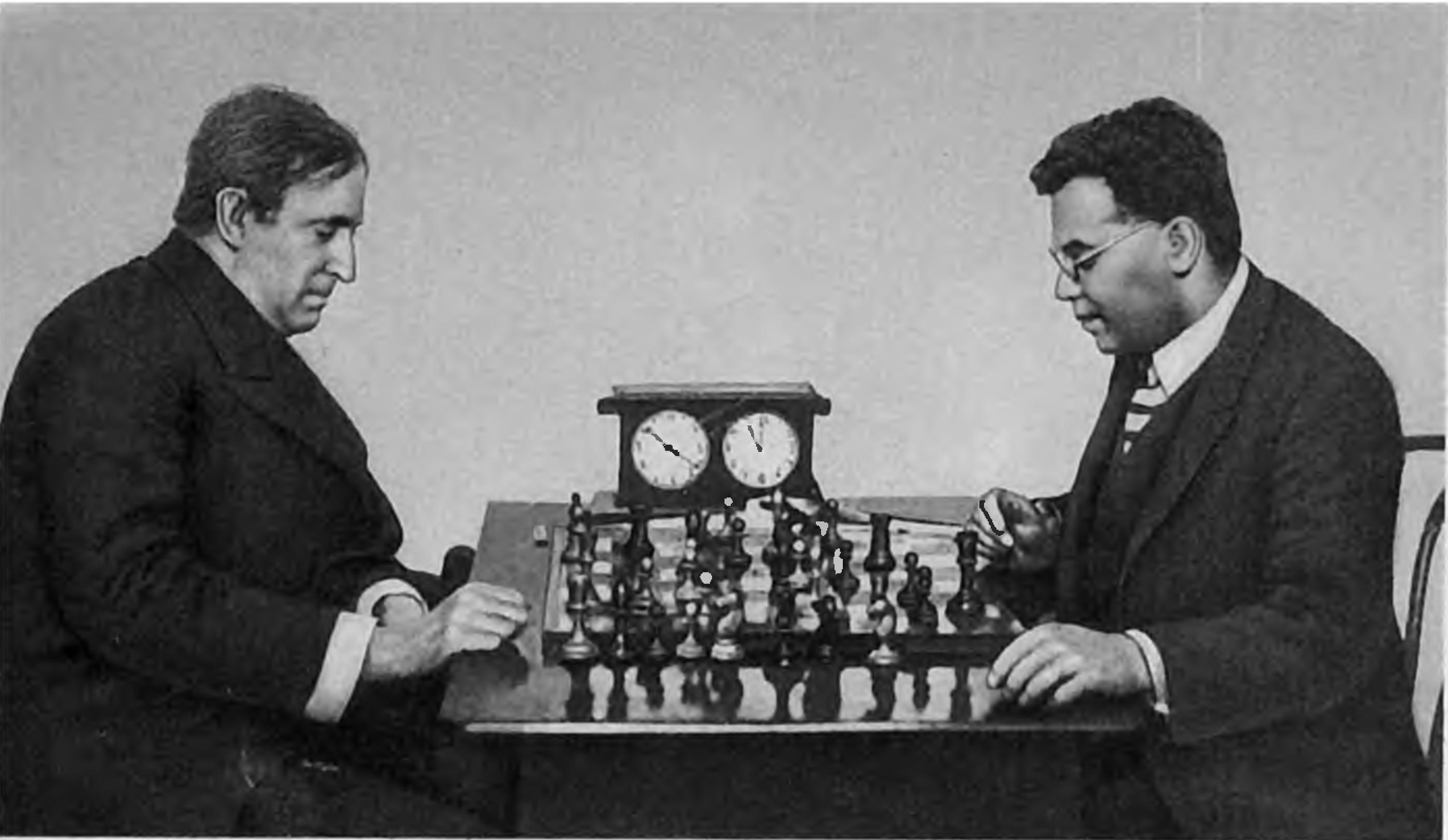
Partida F. J. Marshall - R. Reti, Moscou 1925, 2a ronda (11 de novembre).

El 1925 va jugar a Sao Paulo 29 partides simultànies a la cega (amb el resultat de +21 –2 =6), tot batent el rècord mundial que fins aquell moment ostentava H. N. Pillsbury. El mateix any va guanyar el Campionat Txec. A finals d'any va participar en el súper-torneig de Moscou, on hi eren presents la majoria dels millors jugadors del moment, i on va assolir el 7è lloc (el campió del torneig fou Iefim Bogoliúbov).
El 1927 va participar amb l'equip de Txecoslovàquia a l'Olimpíada d'escacs de 1927 a Londres, on va aconseguir la medalla de bronze en el primer tauler, amb el resultat d'11,5 punts de 15 possibles (+8 –1 =5). La medalla d'or la guanyaren, ex aequo, l'anglès George Alan Thomas i el danès Holger Norman-Hansen amb una puntuació de 12 punts dels 15 possibles.
El 1928 guanyà els torneigs de Viena, Giessen, i Brno i fou segon al Torneig de Dortmund (rere Fritz Sämisch). El seu darrer torneig fou a Estocolm a les acaballes de 1928, on hi va guanyar davant Eric Lundin, Gösta Stoltz i Gideon Stahlberg.

## Compositor d'estudis
|   | a                                                                 | b                                                                 | c                                                                 | d                                                                 | e                                                                 | f                                                                 | g                                                                 | h                                                                 |   |
| 8 | h8 blanques rei · a6 negres rei · c6 blanques peó · h5 negres peó | h8 blanques rei · a6 negres rei · c6 blanques peó · h5 negres peó | h8 blanques rei · a6 negres rei · c6 blanques peó · h5 negres peó | h8 blanques rei · a6 negres rei · c6 blanques peó · h5 negres peó | h8 blanques rei · a6 negres rei · c6 blanques peó · h5 negres peó | h8 blanques rei · a6 negres rei · c6 blanques peó · h5 negres peó | h8 blanques rei · a6 negres rei · c6 blanques peó · h5 negres peó | h8 blanques rei · a6 negres rei · c6 blanques peó · h5 negres peó | 8 |
| 7 | h8 blanques rei · a6 negres rei · c6 blanques peó · h5 negres peó | h8 blanques rei · a6 negres rei · c6 blanques peó · h5 negres peó | h8 blanques rei · a6 negres rei · c6 blanques peó · h5 negres peó | h8 blanques rei · a6 negres rei · c6 blanques peó · h5 negres peó | h8 blanques rei · a6 negres rei · c6 blanques peó · h5 negres peó | h8 blanques rei · a6 negres rei · c6 blanques peó · h5 negres peó | h8 blanques rei · a6 negres rei · c6 blanques peó · h5 negres peó | h8 blanques rei · a6 negres rei · c6 blanques peó · h5 negres peó | 7 |
| 6 | h8 blanques rei · a6 negres rei · c6 blanques peó · h5 negres peó | h8 blanques rei · a6 negres rei · c6 blanques peó · h5 negres peó | h8 blanques rei · a6 negres rei · c6 blanques peó · h5 negres peó | h8 blanques rei · a6 negres rei · c6 blanques peó · h5 negres peó | h8 blanques rei · a6 negres rei · c6 blanques peó · h5 negres peó | h8 blanques rei · a6 negres rei · c6 blanques peó · h5 negres peó | h8 blanques rei · a6 negres rei · c6 blanques peó · h5 negres peó | h8 blanques rei · a6 negres rei · c6 blanques peó · h5 negres peó | 6 |
| 5 | h8 blanques rei · a6 negres rei · c6 blanques peó · h5 negres peó | h8 blanques rei · a6 negres rei · c6 blanques peó · h5 negres peó | h8 blanques rei · a6 negres rei · c6 blanques peó · h5 negres peó | h8 blanques rei · a6 negres rei · c6 blanques peó · h5 negres peó | h8 blanques rei · a6 negres rei · c6 blanques peó · h5 negres peó | h8 blanques rei · a6 negres rei · c6 blanques peó · h5 negres peó | h8 blanques rei · a6 negres rei · c6 blanques peó · h5 negres peó | h8 blanques rei · a6 negres rei · c6 blanques peó · h5 negres peó | 5 |
| 4 | h8 blanques rei · a6 negres rei · c6 blanques peó · h5 negres peó | h8 blanques rei · a6 negres rei · c6 blanques peó · h5 negres peó | h8 blanques rei · a6 negres rei · c6 blanques peó · h5 negres peó | h8 blanques rei · a6 negres rei · c6 blanques peó · h5 negres peó | h8 blanques rei · a6 negres rei · c6 blanques peó · h5 negres peó | h8 blanques rei · a6 negres rei · c6 blanques peó · h5 negres peó | h8 blanques rei · a6 negres rei · c6 blanques peó · h5 negres peó | h8 blanques rei · a6 negres rei · c6 blanques peó · h5 negres peó | 4 |
| 3 | h8 blanques rei · a6 negres rei · c6 blanques peó · h5 negres peó | h8 blanques rei · a6 negres rei · c6 blanques peó · h5 negres peó | h8 blanques rei · a6 negres rei · c6 blanques peó · h5 negres peó | h8 blanques rei · a6 negres rei · c6 blanques peó · h5 negres peó | h8 blanques rei · a6 negres rei · c6 blanques peó · h5 negres peó | h8 blanques rei · a6 negres rei · c6 blanques peó · h5 negres peó | h8 blanques rei · a6 negres rei · c6 blanques peó · h5 negres peó | h8 blanques rei · a6 negres rei · c6 blanques peó · h5 negres peó | 3 |
| 2 | h8 blanques rei · a6 negres rei · c6 blanques peó · h5 negres peó | h8 blanques rei · a6 negres rei · c6 blanques peó · h5 negres peó | h8 blanques rei · a6 negres rei · c6 blanques peó · h5 negres peó | h8 blanques rei · a6 negres rei · c6 blanques peó · h5 negres peó | h8 blanques rei · a6 negres rei · c6 blanques peó · h5 negres peó | h8 blanques rei · a6 negres rei · c6 blanques peó · h5 negres peó | h8 blanques rei · a6 negres rei · c6 blanques peó · h5 negres peó | h8 blanques rei · a6 negres rei · c6 blanques peó · h5 negres peó | 2 |
| 1 | h8 blanques rei · a6 negres rei · c6 blanques peó · h5 negres peó | h8 blanques rei · a6 negres rei · c6 blanques peó · h5 negres peó | h8 blanques rei · a6 negres rei · c6 blanques peó · h5 negres peó | h8 blanques rei · a6 negres rei · c6 blanques peó · h5 negres peó | h8 blanques rei · a6 negres rei · c6 blanques peó · h5 negres peó | h8 blanques rei · a6 negres rei · c6 blanques peó · h5 negres peó | h8 blanques rei · a6 negres rei · c6 blanques peó · h5 negres peó | h8 blanques rei · a6 negres rei · c6 blanques peó · h5 negres peó | 1 |
|   | a                                                                 | b                                                                 | c                                                                 | d                                                                 | e                                                                 | f                                                                 | g                                                                 | h                                                                 |   |

Réti va compondre molts estudis, i va reeixir especialment en la composició d'estudis de finals. A la dreta hi ha un exemple d'estudi de Réti, un dels més famosos estudis de tots els temps (publicat el 1922 a Neueste Schachnachrichten i reproduït molts cops des de llavors). Juguen blanques i fan taules. A primer cop d'ull, no sembla pas possible salvar la partida: si el blanc intenta perseguir el peó negre, mai no hi arribarà a temps (1.Rh7 h4 2.Rh6 h3, etc. és clarament insuficient), mentre és clar que el rei negre, que és molt a prop del peó blanc, el capturarà si intenta avançar cap a la coronació.
A despit d'això, les blanques poden fer taules, fent servir el fet que el rei pot moure's en dues direccions alhora: cap al peó negre, i cap al peó propi, mercès a la gran diagonal. La solució és 1.Rg7! h4 (1...Rb6 2. Rf6! h4 3.Re5! transposa) 2.Rf6! Rb6 (si 2...h3, llavors 3.Re6 h2 4.c7 Rb7 5.Rd7 permet que el blanc promocioni el peó) 3.Re5! Ara, si 3...Rxc6, llavors 4.Rf4 atura el peó negre, mentre que si 3...h3 4.Rd6 permet el blanc coronar. En qualsevol cas, el resultat són taules.

## Publicacions
- Réti, Richard. Modern Ideas In Chess (1922) (en anglès).  Dover Publications, 1974. ISBN 0-486-20638-6.
- Réti, Richard. Masters Of The Chess Board (1930) (en anglès).  Hardinge Simpole Limited, 2002. ISBN 1-843-82014-5.